# Irlanda ai Giochi della XV Olimpiade
L'Irlanda ha partecipato ai Giochi della XV Olimpiade, svoltisi ad Helsinki, dal 19 luglio al 3 agosto 1952,
con una delegazione di 19 atleti impegnati in 6 discipline,
aggiudicandosi 1 medaglia d'argento.

## Medagliere
| Medaglia | Atleta       | Sport    | Evento     |
| -------- | ------------ | -------- | ---------- |
| Argento  | John McNally | Pugilato | Pesi gallo |